# August Wiederkehr
August Wiederkehr (ur. 6 kwietnia 1893, zm. ?) – szwajcarski strzelec, mistrz świata.
Podczas swojej kariery August Wiederkehr zdobył trzy medale na mistrzostwach świata. Podczas turnieju w 1927 roku został indywidualnym wicemistrzem świata w pistolecie dowolnym z 50 metrów (pokonał go wyłącznie Wilhelm Schnyder), zaś w zawodach drużynowych wywalczył tytuł mistrzowski (skład zespołu: Fritz Balmer, Robert Blum, Wilhelm Schnyder, August Wiederkehr, Fritz Zulauf). Zdobycie złotego medalu w drużynie powtórzył rok później podczas turnieju w Loosduinen (skład zespołu – poza Fritzem Balmerem, którego zastąpił Jakob Fisher – był taki sam). 
Nazwisko Wiederkehra pojawia się w niektórych nowszych zestawieniach na liście medalistów olimpijskich z Antwerpii z 1920 roku. Według nich miał on wystartować w pistolecie wojskowym z 30 m drużynowo. Jego uczestnictwo w tych zawodach zostało jednak zakwestionowane (jego nazwisko nie pojawia się we współczesnych źródłach). Międzynarodowy Komitet Olimpijski wymienia go także jako uczestnika Letnich Igrzysk Olimpijskich 1924, jednak również nie zostało to potwierdzone w innych źródłach.

## Medale mistrzostw świata
Opracowano na podstawie materiałów źródłowych:
| Mistrzostwa     | Konkurencja                       | Wynik             | Miejsce |
| --------------- | --------------------------------- | ----------------- | ------- |
| Rzym 1927       | Pistolet dowolny, 50 m            | 530 pkt.          |         |
| Rzym 1927       | Pistolet dowolny, 50 m, drużynowo | 2573 pkt. (druż.) |         |
| Loosduinen 1928 | Pistolet dowolny, 50 m, drużynowo | 2581 pkt. (druż.) |         |